# タイナカ彩智
タイナカ 彩智（たいなか さち、1986年4月30日 - ）は、日本の女性シンガーソングライター。兵庫県加古川市出身。旧芸名はタイナカ サチ、本名は田井中 彩智（読み同じ）。血液型A型。身長は156.5cm。

## 人物
3オクターブ半の声域が魅力のシンガーソングライター。幼い頃からクラシックバレエを始め、童謡音楽に触れる。中学から作り始めたデモテープが芸能事務所のスタッフの手に渡ったことをきっかけにメジャーデビューを果たす。
洋楽が好きで、特にセリーヌ・ディオンのファンだった。邦楽ではDREAMS COME TRUEなど女性シンガーに興味を持ち、自分でも歌いたいと思うようになった。
三姉妹の末っ子で、2歳上の姉は声楽家の田井中悠美。2010年12月にはコラボコンサートを実現させた。

## 経歴
兵庫県加古川市に生まれ、高校時代に神戸市に引っ越す。児童合唱団を主宰する母親のもと、音楽的な環境に育つ。最初に触れた音楽は、母も二人の姉もやっていたクラシック音楽だった。しかし幼少時は御転婆でじっとピアノを練習するタイプではなかったのでクラシックバレエを習うことになり、3歳から高校卒業まで続けた。小学5年生のとき、「全国童謡歌唱コンクール」に出場。1997年度の子ども部門銀賞を掴む。1999年度は3姉妹でファミリー部門に出場し、全国大会へ進む。15歳になると本格的にシンガーになることを決意し、作詞・作曲やライブ活動をスタートさせる。
2018年12月8日、第一子長男を出産。（2018年12月9日に公式ツイッターにて発表）2021年11月25日、第二子長女を出産。（2021年11月27日に公式ツイッターにて発表）
2001年
- 「第3回東アジア競技大会・応援ソングシンガー公開オーディション」では、グランプリを獲得する。

2004年
- 2月11日、小説『ある愛の詩』のイメージアルバム『ある愛の詩』に「彩智」名義の参加。本格的にデビューを視野に入れる。

2005年
- ユニバーサル・スタジオ・ジャパンにて、約1年間「レ・ビジュ」というショー・ユニットでシンガー&ダンサーとして活躍し人気を得る[6]。1日に5回ものショーステージをこなし、夜は大阪府内のライブハウスで歌うという日々を送る。そのライブハウスでの歌唱模様を収めたビデオテープが現事務所に渡り、デビューのきっかけとなる。

2006年
- 2月22日、1stシングル「disillusion」で「タイナカサチ」名義でメジャーデビュー。
- 5月31日、2ndシングル「きらめく涙は星に」を発売。オリコンシングルチャートで自己最高記録初登場9位を記録する。
- 8月30日、3rdシングル「最高の片想い」を発売。発売翌週の9月8日にテレビ朝日系『ミュージックステーション』に初登場で同曲をピアノ弾き語りで披露する。

2007年
- 3月7日、初のアルバム『Dear...』を発売、初のワンマンツアーを成功させる。

2008年
- 2月13日、2枚目のアルバム『Love is...』と初の映像作品となるライブDVD『Sachi Tainaka LIVE 2007 〜Dear...〜』を同時発売、ワンマンライブツアーは全国ソールドアウト。

2009年
- 4月7日よりスタートした音楽情報を中心としたエンタメ情報番組『メロjpでいこう!』の番組MCを、牧野隆志（東京プリン）、大堀恵（SDN48）と共に担当する。
- 9月16日、3枚目のアルバム『Destiny』を発売、渋谷にて初のダンスも取り入れたワンマンライブを成功させる。

2010年
- 4月30日で24歳となり、バースデー記念のピアノ弾き語りワンマンライブツアーを成功させる。
- 6月から、「&SACHI」という自主コラボイベントを始める（過去出演者:広沢タダシ、YUI（RYTHEM）、花＊花、Unlimited tone、岡野宏典、Rie fu他）。
- 9月30日に、3月いっぱいでレインボーエンタテインメントとSISTUS RECORDS[注 1]を退社していたことを発表。
- 12月、自身の自主レーベルtutu records（チュチュレコーズ）を設立[注 2][5]。同時に名前の表記を「タイナカサチ」から「タイナカ彩智」に変更した[7]。

2011年
- 3月2日、広沢タダシをサウンドプロデューサーに迎え、「タイナカ彩智」名義での初作品となる4thアルバム『innocent』を発売[7]。

2012年
- 2月22日、5thアルバム『Flower Dance』をリリース。

2013年
- 7月10日、6thアルバム『1 2 3』（アン ドゥー トロア）をリリース。

2015年
- 5月27日、ベーシストの鹿島達也と共同プロデュースで7thアルバム『tomori』をリリース。

2016年
- 10月26日、デビュー10周年記念アルバム『蒼い背中』リリース。

2023年
- 4月30日、サブスクリプションサービスにてSISTUS RECORDSで発表した全曲配信開始[8]。

## ディスコグラフィ

### シングル
| 枚                | 発売日            | タイトル                   | 規格品番          | オリコン 最高位   |
| タイナカサチ 名義 | タイナカサチ 名義 | タイナカサチ 名義          | タイナカサチ 名義 | タイナカサチ 名義 |
| ----------------- | ----------------- | -------------------------- | ----------------- | ----------------- |
| 1st               | 2006年2月22日     | disillusion                | GNCX-0001         | 13位              |
| 2nd               | 2006年5月31日     | きらめく涙は星に           | GNCX-0003         | 9位               |
| 3rd               | 2006年8月30日     | 最高の片想い               | GNCX-0005         | 50位              |
| 4th               | 2007年2月7日      | 会いたいよ。/君との明日    | GNCX-0007         | 17位              |
| 5th               | 2007年6月6日      | 愛しい人へ                 | GNCX-0009         | 56位              |
| 6th               | 2007年11月7日     | Lipstick/一番星            | GNCX-0011         | 63位              |
| 7th               | 2008年1月23日     | Visit of love              | GNCX-0013         | 82位              |
| 8th               | 2008年7月23日     | もう キスされちゃった      | GNCX-0014         | 58位              |
| 9th               | 2008年10月22日    | また明日ね/code            | GNCX-0016         | 60位              |
| 10th              | 2009年8月26日     | 運命人                     | GNCX-0017         | 116位             |
| 11th              | 2010年1月20日     | Voice〜辿りつく場所〜      | GNCX-0020         | 20位              |
| 12th              | 2010年1月22日     | disillusion -2010-         | GNCA-0141         | 30位              |
| タイナカ彩智 名義 |                   |                            |                   |                   |
| 13th              | 2011年7月27日     | 花火/LIFE                  | DQC-744           | 圏外              |
| 14th              | 2012年12月19日    | ひとつぶ                   | 配信限定          |                   |
| 15th              | 2024年2月28日     | bless feat. YUKA (moumoon) | 配信限定          |                   |

### アルバム

#### オリジナル・アルバム
|                   | 発売日            | タイトル                    | 規格品番          | 規格品番          | オリコン 最高位   |
| 初回限定盤        | 発売日            | タイトル                    | 通常盤            |                   | オリコン 最高位   |
| タイナカサチ 名義 | タイナカサチ 名義 | タイナカサチ 名義           | タイナカサチ 名義 | タイナカサチ 名義 | タイナカサチ 名義 |
| ----------------- | ----------------- | --------------------------- | ----------------- | ----------------- | ----------------- |
| 1st               | 2007年3月7日      | Dear...                     |                   | GNCX-1001         | 33位              |
| 2nd               | 2008年2月13日     | Love is...                  | GNCX-1005         | GNCX-1006         | 30位              |
| 3rd               | 2009年9月16日     | Destiny                     | GNCX-1007         | GNCX-1008         | 60位              |
| タイナカ彩智 名義 |                   |                             |                   |                   |                   |
| 4th               | 2011年3月2日      | innocent                    |                   | DDCZ-1739         | 145位             |
| 5th               | 2012年2月22日     | Flower Dance                | DDCZ-1792         | 279位             |                   |
| 6th               | 2013年7月10日     | 1 2 3（アン ドゥー トロア） | DDCZ-1885         | TBA               |                   |
| 7th               | 2015年5月27日     | tomori                      | DDCZ-2028         | TBA               |                   |
| 8th               | 2016年10月26日    | 蒼い背中                    | DDCZ-2118         | TBA               |                   |
| 9th               | 2021年6月9日      | 呼空                        | DDCZ-2277         | TBA               |                   |

#### ミニ・アルバム
| 枚  | 発売日        | タイトル           | 規格品番  | オリコン 最高位 |
| --- | ------------- | ------------------ | --------- | --------------- |
| 1st | 2018年5月23日 | キャッツクレイドル | DDCZ-2198 | TBA             |

#### ベスト・アルバム
|            | 発売日        | タイトル  | 規格品番  | 規格品番  | オリコン 最高位 |
| 初回限定盤 | 発売日        | タイトル  | 通常盤    |           | オリコン 最高位 |
| ---------- | ------------- | --------- | --------- | --------- | --------------- |
| 1st        | 2010年9月30日 | LOVE×BEST | GNCX-1011 | GNCX-1012 | 65位            |

#### カバー・アルバム
|   | 発売日         | タイトル                  | 規格品番  | オリコン 最高位 |
| - | -------------- | ------------------------- | --------- | --------------- |
| 1 | 2009年12月23日 | Mariage -tribute to Fate- | GNCX-1233 | 61位            |

### 参加作品
1. ある愛の詩（2004年2月11日発売）
  - 「夜と夢」「Forever」「青の奇跡」「あなたを守りたい」「Nature Boy」「When I Fall In Love」：ボーカル参加
2. ricordanza -Fate/stay night TV song collection-（2009年12月23日発売）
  - 「imitation」：劇場アニメFate/stay night Unlimited Blade Worksイメージソング
3. 樹海 ベストアルバム「Jyukai BEST ～Stairway to the future～」（2010年1月20日発売）
  - 「With feat. タイナカサチ」
4. 帆乃佳 アルバム「Wedding Kiss」（2010年6月9日発売）
  - 「あなたにしかできないこと feat. タイナカサチ」
5. ミトカツユキ 　ミニアルバム「ミスター晴れ男」（2010年8月25日発売）
  - 「We are the One feat. タイナカサチ and ハレルヤシスターズ」
  - 「LIFE feat. タイナカサチ and ハレルヤシスターズ」

#### 楽曲集
|   | 発売日        | タイトル       | 規格品番  | 備考                             |
| - | ------------- | -------------- | --------- | -------------------------------- |
| 1 | 2018年2月17日 | やさしいきおく | DDAP-0222 | ピアノ楽曲集。ライブ会場限定発売 |

### 映像作品
|   | 発売日        | タイトル                                               | 販売形態 | 規格品番  | 備考                                        |
| - | ------------- | ------------------------------------------------------ | -------- | --------- | ------------------------------------------- |
| 1 | 2008年2月13日 | Sachi Tainaka LIVE 2007 〜Dear...〜                    | DVD      | GNBX-1001 | 初回プレス盤ポストカード3枚封入。           |
| 2 | 2008年8月6日  | タイナカ サチ LIVE 2008 〜Love is...〜                 | DVD      | GNBX-1002 | 初回プレス盤ポストカード3枚封入。           |
| 3 | 2014年1月22日 | Tainaka Sachi LIVE TOUR 2013 「3 2 1」                 | DVD      | DDBZ-1069 |                                             |
| ※ | 2018年8月29日 | NBCUniversal ANIME×MUSIC FESTIVAL ～25th ANNIVERSARY～ | Blu-ray  | GNXA-1239 | 「disillusion」「きらめく涙は星に」を収録。 |

## タイアップ
| 楽曲名                               | タイアップ先                                                                                   |
| ------------------------------------ | ---------------------------------------------------------------------------------------------- |
| disillusion                          | テレビアニメ『Fate/stay night』前期オープニングテーマ                                          |
| きらめく涙は星に                     | テレビアニメ『Fate/stay night』後期オープニングテーマ                                          |
| 最高の片想い                         | NHK衛星第2テレビアニメ『彩雲国物語』エンディングテーマ                                         |
| 最高の片想い                         | 『アニメTV』21代目エンディングテーマ                                                           |
| 会いたいよ。                         | 日本テレビ系『歌スタ!!』1月度エンディングテーマ                                                |
| 会いたいよ。                         | KBCテレビ『ドォーモ』2月度エンディングテーマ                                                   |
| 会いたいよ。                         | 『アニメTV』23代目エンディングテーマ                                                           |
| 君との明日                           | テレビアニメ『Fate/stay night』最終回エンディングテーマ                                        |
| 愛しい人へ                           | テレビアニメ『精霊の守り人』エンディングテーマ                                                 |
| Lipstick                             | 日本テレビ系『音楽戦士 MUSIC FIGHTER』POWER PLAY                                               |
| Lipstick                             | 『プリン・ス』2007年11月度オープニングテーマ                                                   |
| 一番星                               | 映画『ペルソナ』エンディングテーマ                                                             |
| Visit of love                        | 『プリン・ス』2008年2月度エンディングテーマ                                                    |
| With〜春夏秋冬                       | 映画『ペルソナ』挿入歌                                                                         |
| もう キスされちゃった                | 日本テレビ系『音楽戦士 MUSIC FIGHTER』POWER PLAY                                               |
| もう キスされちゃった                | 結婚式場アルカンシエルグループTVCM（中京広域圏）イメージソング                                 |
| また明日ね                           | 『プリン・ス』2008年10月度オープニングテーマ                                                   |
| また明日ね                           | テレビ朝日「セレクションX The Museum」エンディングテーマ                                       |
| code                                 | PlayStation 2用ソフト『Fate/unlimited codes』主題歌                                            |
| 運命人                               | TVK『メロjpでいこう！』オープニングテーマ                                                      |
| imitation                            | 映画『劇場版 Fate/stay night UNLIMITED BLADE WORKS』イメージソング                             |
| Voice〜辿りつく場所〜                | 映画『劇場版 Fate/stay night UNLIMITED BLADE WORKS』主題歌                                     |
| disillusion-2010-                    | 『Fate/stay night TV reproduction』オープニングテーマ                                          |
| 雲のかけら（タイナカサチ feat.樹海） | 『Fate/stay night TV reproduction』エンディングテーマ                                          |
| ひとつぶ                             | 広島テレビ放送開局50年『広島発“平和へのひと筆”プロジェクト Piece for Peace HIROSHIMA』テーマ曲 |

## 出演
主にレギュラー番組・主要な出演のみの記載とし、ゲスト出演・イベント出演などは割愛する。

### テレビ
- メロjpでいこう!（2009年4月 - 2010年3月 、UHF系各局放送全国29局ネット）

### ラジオ
- Sistus Flavor 〜タイナカサチのSWEETS MUSIC〜（2006年10月 - 2007年3月、fm osaka）
- タイナカサチ & 樹海 Presents サチと愛未の”海のサチ”（2006年12月23日・12月30日、文化放送）
- タイナカサチのラブドリ☆ミュージック（2007年4月 - 2008年3月、fm osaka）
- タイナカサチ・愛未のLady! Ready!? Radio（2008年4月 - 2008年9月、fm osaka）
- タイナカサチ・AimmyのLady! Ready!? Radio（2008年10月 - 2009年3月、fm osaka）

### ライブ
- タイナカサチ LIVE 2007 〜Dear...〜（2007年4月14日、大阪 BIG CAT・2007年4月21日、東京恵比寿ガーデンホール）
- JMIC（日本音楽情報センター）新年イベント〜日本アニメーションをJMICと共に〜（2008年2月2日、在韓日本大使館公報文化院 ニューセンチュリーホール）
- タイナカサチ LIVE 2008 “Love is...”（2008年3月7日、名古屋 ell.FITS ALL・2008年3月8日、大阪 BIG CAT・2008年3月15日、東京 ラフォーレミュージアム原宿）
- タイナカサチ〜LOVE FESTA 2008〜（2008年11月3日、東京 赤坂BLITZ）
- SISTUS RECORDS Presents 「Girl Girl Girl!!」（2009年7月2日、渋谷BOXX）

### 舞台
- まほろばかなた－長州志士の目指した場所－（2014年4月3日 - 13日、東京・天王洲銀河劇場） [9]